# This Man Is Mine
This Man Is Mine é um filme britânico de 1946, do gênero comédia, dirigido por Marcel Varnel e estrelado por Tom Walls, Glynis Johns e Jeanne de Casalis. Foi baseado na peça A Soldier for Christmas, de Reginald Beckwith.

## Elenco
- Tom Walls - Philip Ferguson
- Glynis Johns - Millie
- Jeanne De Casalis - Sra. Ferguson
- Hugh McDermott - Bill Mackenzie
- Nova Pilbeam - Phoebe Ferguson
- Barry Morse - Ronnie
- Rosalyn Boulter - Brenda Ferguson
- Ambrosine Phillpotts - Lady Daubney
- Mary Merrall - Sra. Jarvis
- Agnes Lauchlan - Cook
- Bernard Lee - James Nicholls
- Charles Victor - Hijacker
- Peter Gawthorne
- Cyril Smith